# 加州州立大學海峽群島分校

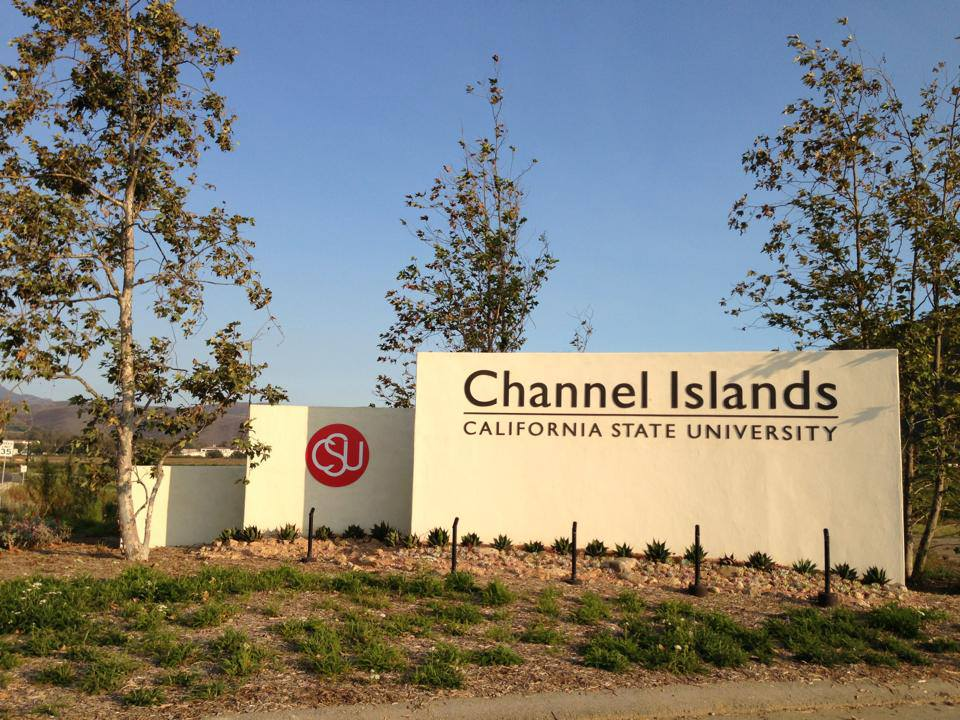
大學校門

加州州立大學海峽群島分校（California State University Channel Islands，CSUCI，CSU Channel Islands ，非正式縮寫：CI）是加利福尼亞州立大學系統內、位於美國加利福尼亞州卡馬里奧的一所公立大學，成立於2002年。它是第23所加州大學分校，其所在地卡馬里奧位於文圖拉縣沿岸，並非如校名所指的是位於海峽群島，它只在海峽群島的聖羅莎島上有一個科學研究所。
該大學沿用原先卡馬里奧州立精神病院（Camarillo State Mental Hospital）的建築，建築歷史最早可以追溯到1934年。 2015年《美國新聞與世界報道》將其排在“西部地區大學”類中的第75位。

## 外部連結
- 官方網站（页面存档备份，存于）

34°09′43″N 119°02′37″W / 34.16205°N 119.043572°W